# Đại Bằng Kim Sí Điểu
Đại Bằng Kim Sí Điểu (大鵬金翅鵰), biệt hiệu là Vân Trình Vạn Lý Bằng (雲程萬里鵬), là một nhân vật hư cấu trong tiểu thuyết cổ điển Trung Quốc Tây du ký. Nhân vật này sở hữu pháp bảo "Âm dương nhị khí bình". Hình tượng Đại Bằng Kim Sí Điểu được xây dựng dựa trên Garuda trong thần thoại Ấn Độ và Chim bằng trong thần thoại Trung Quốc.

## Lai lịch
Trong Tây du ký, Kim Sí Điểu là một yêu vương chiếm giữ thành Sư Đà và là em út trong bộ ba kết nghĩa ở Sư Đà Lĩnh. Kim Sí Điểu là con của Phượng hoàng và là em trai của Phật mẫu Khổng Tước. Vì thế, Tôn Ngộ Không từng chế giễu Như Lai là cháu gọi Kim Sí Điểu bằng cậu. Vũ khí của Đại Bằng là phương thiên họa kích, tuy sức mạnh không vượt trội nhưng mưu kế xảo quyệt, có thể nhìn thấu mánh khóe của Tôn Ngộ Không và đưa ra đề xuất cho Thanh Sư để lừa gạt thầy trò Đường Tăng. Đại Bằng có tốc độ cực nhanh, chỉ cần vỗ cánh một lần đã bay được 9 vạn dặm, hai lần vỗ cánh còn nhanh hơn cả phép Cân đẩu vân của Tôn Ngộ Không. Với ý đồ ăn thịt Đường Tăng nhưng sợ Tôn Ngộ Không, Đại Bằng đã liên kết với Thanh Sư và Bạch Tượng để bắt giữ thầy trò Đường Tăng.
Kim Sí Điểu sở hữu pháp bảo "Âm dương nhị khí bình", bên trong có 7 vật báu, 8 quẻ, 24 tiết khí, cần 36 người đúng số thiên canh thì mới khiêng nổi. Tương truyền, nếu nhốt người vào trong bình, chỉ trong chốc lát người đó sẽ tan thành nước. Thực chất, pháp bảo này tạo ra hai loại khí lạnh và nóng: bình thường là khí lạnh, nhưng khi nghe tiếng người nói sẽ chuyển thành lửa nóng, ngay cả chú tránh lửa cũng không chịu nổi.
Sau khi Tôn Ngộ Không thất bại trong việc thuyết phục các yêu quái Sư Đà, Ngộ Không tìm đến Như Lai Phật Tổ cầu cứu. Để thu phục ba yêu quái, Như Lai Phật Tổ đã huy động 500 la hán, 3.000 già lam, hai tùy tùng Ca-diếp và A-nan, cùng hai vị Bồ tát Phổ Hiền và Văn Thù, thêm cả Nhiên Đăng Cổ Phật và Di-lặc Bồ tát. Như Lai đã đích thân thu phục Kim Sí Điểu bằng cách rút gân hắn, khiến y không thể bay lượn nữa và giam cầm y "ở trên hào quang làm chức Hộ pháp, rồi đem chư Phật về núi Linh Sơn.".
Tuy nhiên, Đại Bằng cũng yêu cầu được ăn uống. Như Lai đồng ý cho hắn ưu tiên hưởng thụ các lễ vật của nhân gian. (Dù vậy, thức ăn mà Đại Bằng nhận chỉ là đồ cúng của người phàm, không khác gì đồ ăn mà Trư Bát Giới được ban sau khi trở thành Tịnh Đàm Sứ Giả).

## Cước chú
1. ↑  Khổng Tước vốn bản tính hung ác, ăn thịt người. Trong lúc hàng phục Khổng Tước, Như Lai đã bị nó nuốt vào bụng. Sau khi thoát ra bên ngoài, Như Lai định lấy tính mạng Khổng Tước để giúp đời. Nhưng Chư vị thần phật nói Như Lai từng chui từ bụng của Khổng Tước ra, nếu giết Khổng Tước thì chẳng khác nào giết cha mẹ của mình. Vì vậy, Khổng Tước được phong làm Phật mẫu, lấy danh hiệu Khổng Tước Đại minh vương Bồ tát, ở lại núi Linh Sơn tu hành.